# Blue Blood (X Japan-album)
A Blue Blood az X japán heavy metalegyüttes második stúdióalbuma, és első nagykiadós lemeze, melyet az CBS/Sony adott ki 1989. április 21-én. 2007-ben a Rolling Stone Japan 15. helyre sorolta az albumot a minden idők 100 legjobb japán rocklemezeinek listáján. 1989 decemberében az album aranylemez lett.

## Háttér
1987. december 26-án az együttes részt vett a CBS/Sony válogatóján, amit követően 1988 augusztusában szerződést is kötöttek a kiadóval. Eközben április 14-én az Extasy Records kiadta első nagylemezüket, Vanishing Vision címmel, mely egy évvel később CD formátumban is kijött.
A CBS/Sony 1989. április 21-én adta ki a Blue Blood-ot és az album 6. helyen debütált az Oriconon; 108 hétig szerepelt rajta. A lemezről megjelent Kurenai (紅) című daluk 5. volt az Oriconon és 39 hétig maradt a slágerlistán. 1990-ben az együttes elnyerte a Japan Gold Disc Award legjobb új előadójának járó díjat.
2007. február 14-én egy különleges kiadásban jelent meg újra a lemez, melyen egy második CD-n néhány dal instrumentális verziója volt hallható. A lemez 23. volt a slágerlistán. 2008. március 19-én egy újrameszterelt verzió is megjelent.
A Blue Blood albumon korábbi kislemezükről, az Orgasmről és a Vanishing Vision lemezükről szerepelnek dalok újra felvéve, valamint megváltoztatott dalszöveggel. A felvezető Prologue (World Anthem) az 1977-es Mahogany Rush-dal, a The World Anthem feldolgozása. A lemezen erőteljesebben érződik a szimfonikus hatás, a Rose of Pain című dal például Johann Sebastian Bach  „Kis” g-moll fúgájából használ részleteket, az Endless Rain pedig klasszikus zongorakíséretes ballada. Ez a daluk volt az első, amelyik a kislemezlistán a top 3-ba is bekerült, a Week End pedig a 2. helyezett lett, ugyancsak először az együttes történetében.

## Számlista

### Dupla LP-kiadás
| 1. | Prologue (World Anthem) | Yoshiki                         | F. Marino | 2:38 |
| 2. | Blue Blood              | Yoshiki                         | Yoshiki   | 5:03 |
| 3. | Week End                | Yoshiki                         | Yoshiki   | 6:02 |
| 4. | Easy Fight Rambling     | Toshi, Siratori Hitomi (白鳥瞳) | X         | 4:43 |
| 5. | X                       | Siratori Hitomi                 | Yoshiki   | 6:00 |

| 1. | Xclamation          |                 | hide, Taiji | 3:52 |
| 2. | Orgasm (オルガスム) | Siratori Hitomi | Yoshiki     | 2:42 |
| 3. | Celebration         | hide            | hide        | 4:51 |
| 4. | Endless Rain        | Yoshiki         | Yoshiki     | 6:30 |

| 1. | Kurenai (紅) | Yoshiki | Yoshiki | 6:09  |
| 2. | Rose of Pain | Yoshiki | Yoshiki | 11:47 |
| 3. | Unfinished   | Yoshiki | Yoshiki | 4:24  |

### CD-kiadás
|     | Cím                     | Hossz |
| --- | ----------------------- | ----- |
| 1.  | Prologue (World Anthem) | 2:38  |
| 2.  | Blue Blood              | 5:03  |
| 3.  | Week End                | 6:02  |
| 4.  | Easy Fight Rambling     | 4:43  |
| 5.  | X                       | 6:00  |
| 6.  | Endless Rain            | 6:30  |
| 7.  | Kurenai (紅)            | 6:09  |
| 8.  | Xclamation              | 3:52  |
| 9.  | Orgasm (オルガスム)     | 2:42  |
| 10. | Celebration             | 4:51  |
| 11. | Rose of Pain            | 11:47 |
| 12. | Unfinished              | 4:24  |

| 1. | Blue Blood (Instrumental)   | 5:04  |
| 2. | Week End (Instrumental)     | 6:05  |
| 3. | X (Instrumental)            | 6:02  |
| 4. | Endless Rain (Instrumental) | 6:37  |
| 5. | Kurenai (Instrumental)      | 6:60  |
| 6. | Celebration (Instrumental)  | 4:52  |
| 7. | Rose of Pain (Instrumental) | 11:50 |
| 8. | Unfinished (Instrumental)   | 4:28  |

## Fordítás
Ez a szócikk részben vagy egészben  a   Blue Blood (X Japan album) című angol Wikipédia-szócikk fordításán alapul.  Az eredeti cikk szerkesztőit annak laptörténete sorolja fel. Ez a jelzés csupán a megfogalmazás eredetét és a szerzői jogokat jelzi, nem szolgál a cikkben szereplő információk forrásmegjelöléseként.